# Phuwiangvenator
Phuwiangvenator yaemniyomi is een vleesetende theropode, behorende tot de Coelurosauria, die tijdens het vroege Krijt leefde in het gebied van het huidige Thailand.

## Vondst en naamgeving
In 1993 ontdekte Preecha Sainongkham, een stafmedewerker van het Phu Wiang Fossil Research Center and Dinosaur Museum, in groeve 9B van de Phu Wiang-berg het skelet van een theropode.
In 2019 werd de typesoort Phuwiangvenator yaemniyomi benoemd en beschreven door Adun Samathi, Phornphen Chanthasit en Paul Martin Sander. De geslachtsnaam verbindt een verwijzing naar de berg Phu Wiang met een Latijn venator, "jager". De soortaanduiding eert de geoloog Sudham Yaemniyom die in 1976 als eerste een bot van een Mesozoïsche dinosauriër in Thailand opgroef. Omdat de publicatie plaatsvond in een elektronisch tijdschrift waren er Life Science Identifiers nodig voor de geldigheid van de naam. Die zijn 5FF98BC6-5B5E-45AF-8F
90-AC12DBDE57E7 voor het geslacht en AA829C5F-84C6-4287-BED 7-50DDC551A815 voor de soort.
Het holotype, SM-PW9B, is gevonden in een laag van de Sao Khua-formatie die vermoedelijk dateert uit het late Barremien. Het bestaat uit een gedeeltelijk skelet zonder schedel. Bewaard zijn gebleven: een ruggenwervel, drie sacrale wervels, een tweede rechtermiddenhandsbeen, vingerkootjes van de rechterhand waaronder handklauwen, beide scheenbeenderen, het linkersprongbeen vergroeid met het hielbeen, het eerste linkermiddenvoetsbeen, het tweede, derde en vierde rechtermiddenvoetsbeen en kootjes van de rechtervoet waaronder voetklauwen. De botten zijn gevonden op een oppervlakte van vijf vierkante meter.
Toegewezen is specimen SM-PW9A, een intercentrum van de atlas met een rechtersprongbeen vergroeid met het hielbeen, gevonden op driehonderd meter afstand van het holotype in groeve 9A. De beschrijvers vermoedden sterk dat dit delen zijn van het individu van het holotype omdat ze daarmee niet overlappen en van vergelijkbare grootte zijn.
De fossielen maken deel uit van de collectie van het Sirindhorn Museum, hoewel het toegewezen specimen zich in feite bevindt in het Phu Wiang Fossil Research Center and Dinosaur Museum.
In 2021 werd een nieuw specimen beschreven, een lineronderbeen, dat behandeld werd als een topotype.

## Beschrijving
De lichaamslengte van Phuwiangvenator is door de beschrijvers geschat op zes meter. Dit duidt op een gewicht van een halve ton. Het scheenbeen heeft een lengte van 615 millimeter.
De beschrijvers wisten twee autapomorfieën, unieke afgeleide eigenschappen, vast te stellen. Op de onderzijde van de sacrale wervels bevindt zich zowel aan de voorzijde als de achterzijde een korte in de lengterichting lopende trog. De voorrand van het vierde middenvoetsbeen loopt van de bovenste buitenkant naar de onderste binnenkant.
Het in 2021 beschrevne specimen leverde nog een autapomorfie op: tussen de onderste gewrichtsknobbels van het tweede middenvoetsbeen bevindt zich een diepe trog die van voren bezien zichtbaar doorloopt over het gewrichtsvlak.
Tegelijk met Phuwiangvenator werd uit dezelfde formatie de soort Vayuraptor benoemd, ook een coelurosauriër. De scheenbeenderen van beide taxa verschillen subtiel maar een wat duidelijker onderscheid is dat bij Phuwiangvenator de buitenste achterste lob van het bovenvlak van het scheenbeen een gekromde punt naar voren heeft welke bij Vayuraptor ontbreekt. Dit kenmerk zou ook niet een gevolg kunnen zijn van rijping.
In 2021 werd geconcludeerd dat het derde middenvoetsbeen opvallend kort is, een basaal kenmerk. In 2023 werd geconcludeerd dat het middenvoetsbeen een vouwfractuur toonde.

## Fylogenie
Phuwiangvenator werd binnen de Coelurosauria in de Megaraptora geplaatst, als meest basale bekende soort van die klade.